# Laten landen
Laten landen is een lied van de Nederlandse rapformatie Broederliefde. Het werd in 2022 als single uitgebracht en stond in hetzelfde jaar als tweede track op het album Strandje aan de Maas.

## Achtergrond
Laten landen is geschreven door Emerson Akachar, Eranio Spencer, Javiensley Dams, Jean-Samuel Seka, Jerzy Miquel Rocha Livramento en Melvin Silberie en geproduceerd door Eurosoundzz en Heaven Sam. Het is een nummer dat past in het genre nederhop. De bijbehorende videoclip is niet enkel voor Landen landen, maar voor drie nummers; Laten landen, Déjà vu en Rapido.

## Hitnoteringen
De rapformatie had bescheiden succes met het lied in Nederland. Het piekte op de 62e plaats van de Single Top 100 in de twee weken dat het in deze hitlijst te vinden was. De Top 40 en haar Tipparade werden niet bereikt.